# Callistemon salignus
Callistemon salignus là một loài thực vật có hoa trong Họ Đào kim nương. Loài này được (Sm.) Colv. ex Sweet mô tả khoa học đầu tiên năm 1826.

## Hình ảnh

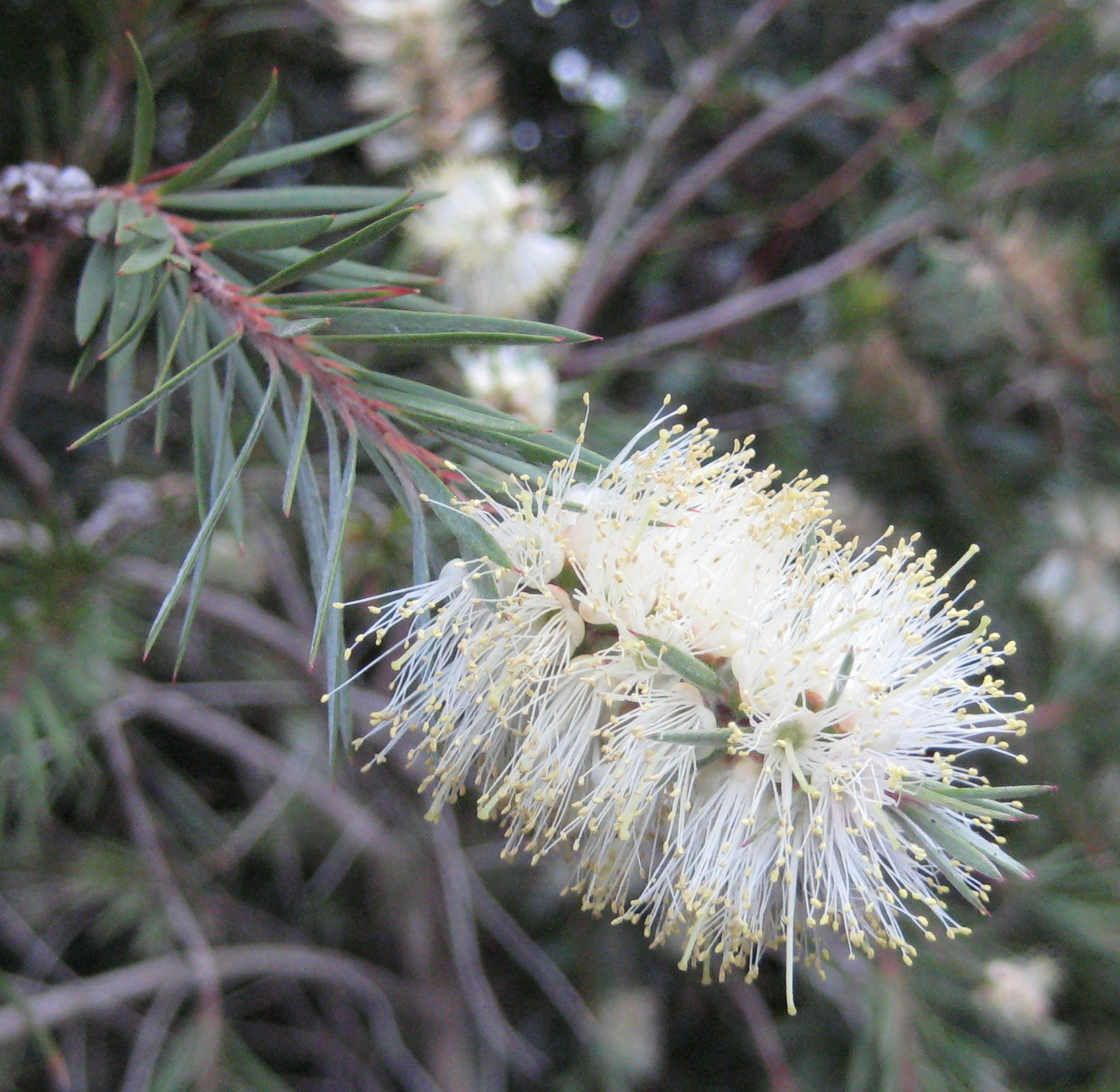
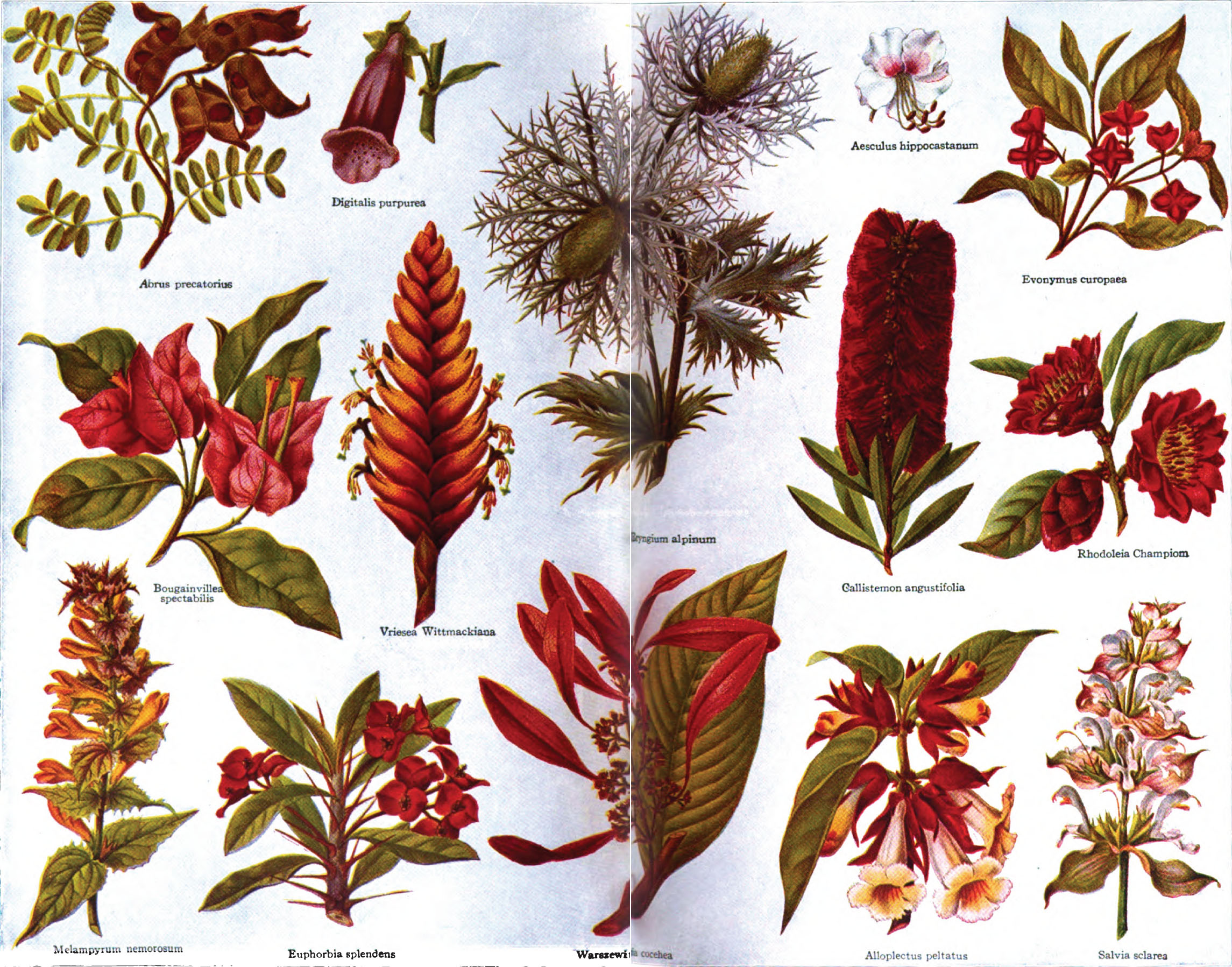